# Struja
Struja (bułg. Струя) – wieś w Bułgarii, w obwodzie Burgas, w gminie Ruen. W 2023 roku liczyła 644 mieszkańców.